# Unknown Worlds Entertainment
A Unknown Worlds Entertainment é uma desenvolvedora de videogames americana com sede em San Francisco. O estúdio é mais conhecido pela série Natural Selection e Subnautica.

## História
A Unknown Worlds foi formada em maio de 2001 por Charlie Cleveland; e começou como um grupo de desenvolvedores responsáveis pelo desenvolvimento do mod gratuito de alto perfil para Half-Life e Natural Selection. O sucesso de Natural Selection convenceu Cleveland a começar a trabalhar em uma sequência comercial do jogo: Natural Selection 2. Logo depois, Cleveland fundou a Unknown Worlds Entertainment como um estúdio comercial de jogos de computador.
Embora o mercado de jogos casuais não seja a direção pretendida pela Unknown Worlds, Zen of Sudoku, um quebra-cabeça casual de computador baseado no popular quebra-cabeça lógico Sudoku, foi criado em novembro de 2006 para gerar receita para financiar o desenvolvimento de Natural Selection 2. Charlie Cleveland citou o desenvolvimento de jogos casuais como uma "última opção" para financiar esta sequência, não estando disposto a sacrificar o controle da empresa a investidores externos.
Em outubro de 2006, Max McGuire tornou-se o co-fundador do estúdio, tendo trabalhado anteriormente na Iron Lore Entertainment. McGuire se tornou o Diretor Técnico da UWE e o desenvolvimento de Natural Selection 2 começou. Max e Charlie então atraíram um grupo de investidores, incluindo Richard Kain, Matthew Le Merle, Ira Rothken e Colin Wiel para apoiar a empresa após uma reunião da GDC em San Francisco. Um ano depois, a Unknown Worlds lançou o Decoda como um depurador comercial para a linguagem de programação Lua. Este aplicativo foi criado para auxiliar no desenvolvimento do Natural Selection 2, cujo código do jogo estava sendo escrito em grande parte em Lua.
Mais tarde, no desenvolvimento do Natural Selection 2, o estúdio anunciou que havia mudado o motor do Source para o seu próprio motor desenvolvido internamente. Depois de consultar sua base de fãs sobre um possível nome para seu novo motor, ele foi finalmente chamado de motor Evolution. Mais tarde, descobriu-se que o nome Evolution já havia sido usado; e Spark foi escolhido como o nome para o motor.
Em junho de 2008, Cory Strader foi contratado como diretor de arte. Strader havia sido um membro-chave anterior da equipe de desenvolvimento de Natural Selection. Em maio de 2009, a Unknown Worlds começou a fazer encomendas de versões padrão e especiais de Natural Selection 2. Natural Selection 2 foi lançado em 31 de outubro de 2012.
Em outubro de 2021, a Krafton, a empresa por trás da PUBG e da TERA, adquiriu a Unknown Worlds Entertainment.

## Jogos
- Natural Selection (2001)
- Zen of Sudoku (2006)
- Natural Selection 2 (2012)
- Subnautica (2014)
- Subnautica: Below Zero (2021)